# Font de Ca la Teresa
La Font de Ca la Teresa, o de la Tereseta és una font natural situada a la vall de can Girona del Parc de la Serralada Litoral. També és també anomenada Font del Llorer per un magnífic exemplar de llorer (Laurus nobilis) que hi ha en una petita esplanada damunt del broll (entremig del que eren les boques de dues mines).

## Entorn
Les mines d'aigua, abans esmentades, es troben actualment ensorrades i cobertes per la bardissa. Anys enrere, proveïen una casa que hi havia uns metres més avall de la font (Ca la Teresa), ara totalment enrunada. La font normalment no raja i, quan ho fa, només goteja. Tot i això, l'entorn és força agradable, tranquil i sol estar net.

## Descripció
És situada a un alzinar, a pocs metres per sota del camí i està formada per un mur de pedra tallada d'on surt un tub d'acer encastat a la pedra. La pica és un test ensorrat a terra i el canaló de desguàs una teula ceràmica. És una composició força original i única en el Parc de la Serralada Litoral. Al davant hi ha una alzina inclinada força curiosa, i per bé que els llorers que li donen nom són espècies mediterrànies, no són autòctones del bosc on es troba la font, sinó que algú els hauria plantat expressament.

## Accés
És ubicada a Santa Maria de Martorelles: situats a la Font de Can Gurri, saltem l'àlber caigut i prenem el corriol que puja cap al turó de Castellruf. Passada una torre d'alta tensió, el corriol s'eixampla i es torna més planer. Seguim 220 metres, fins a trobar a mà dreta un caminet. A dalt d'un arbre hi ha una fletxa de fusta que apunta a la font, però és molt poc visible en el nostre sentit de marxa. En cas contrari (venint de la Conreria), cal seguir la pista carenera en sentit nord.